# 哈尔滨圣母帡幪教堂

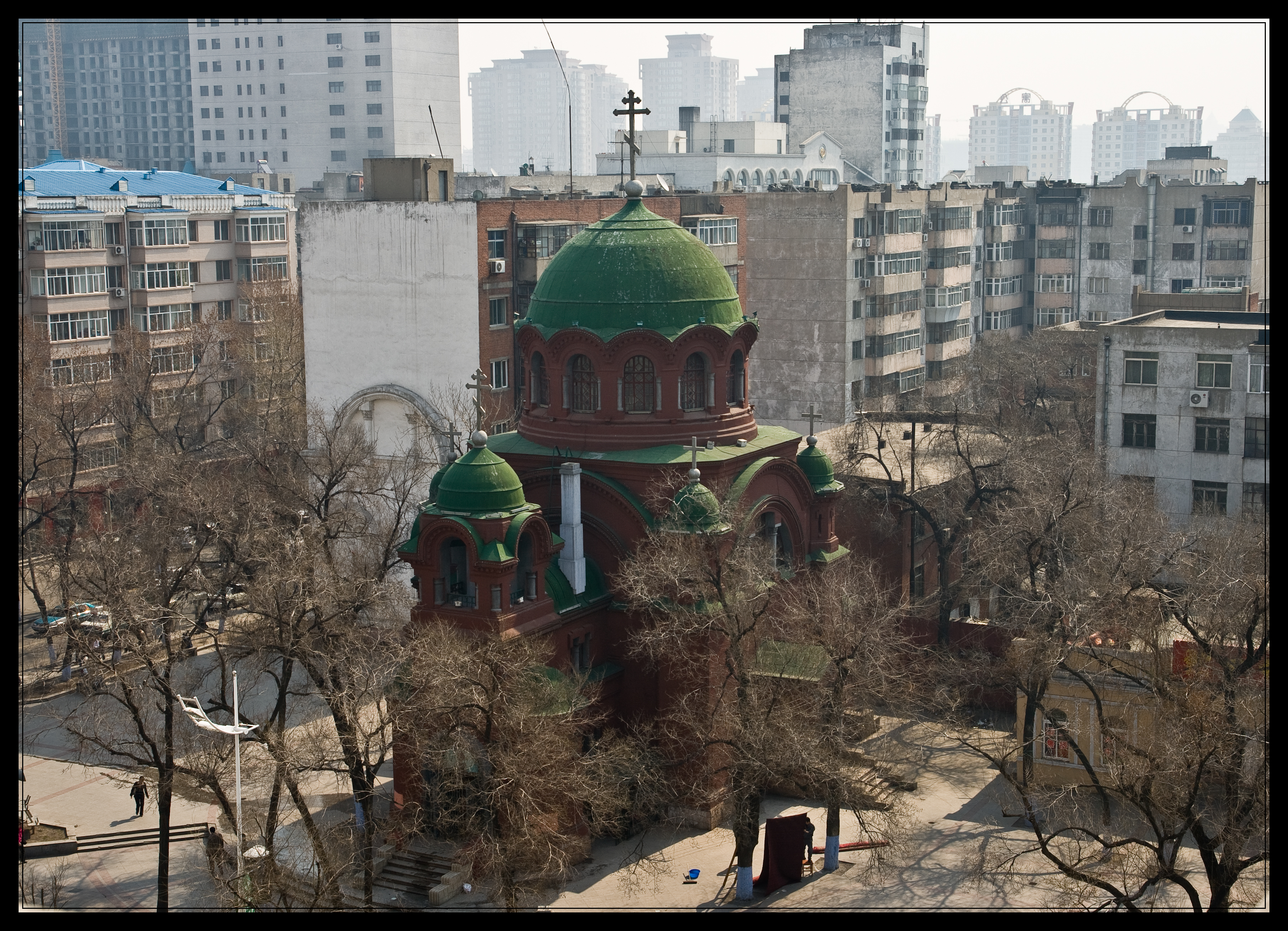
俯瞰圣母守护教堂

哈尔滨圣母帡幪教堂，又称哈尔滨圣母守护教堂、乌克兰教堂，俄语音译为巴克洛夫斯卡亚教堂，是一座东正教堂，位于黑龙江省哈尔滨市南岗区东大直街268号。其东侧紧邻的是基督新教大直街德国路德会教堂，与天主教东大直街耶稣圣心主教座堂隔街相对。1981年，教堂以“东正教圣母升天教堂”为名登录为第一批黑龙江省文物保护单位。
帡幪，古代称帐幕之类覆盖用的东西。后来有“守护”的意思。圣母帡幪 (Protection of The Theotokos)，又称圣母守护、圣母庇荫，每年10月14日是圣母帡幪节，是东正教的节日。

## 历史
- 圣母帡幪教堂始建于1902年，最初为墓地教堂，是一座石结构的祈祷所。1922年，为纪念在修建中东铁路、镇压义和团运动以及日俄战争中死亡的俄罗斯人，中东铁路局出资，在祈祷所的东侧新建了一座较大规模的木结构教堂。
- 1930年，中东铁路局再出巨资，由俄罗斯著名建筑师尤·彼·日丹诺夫设计，仿照土耳其伊斯坦布尔的圣索非亚大教堂的艺术风格，在木结构教堂的基础上，重新建造了砖石结构的教堂，1930年12月14日建成。即现今的圣母帡幪教堂。
- 1947年以前，教堂曾由乌克兰人看护，当时在哈尔滨的大部分乌克兰人常在此进行宗教活动，并在其周边墓地安葬亡者，因此这座教堂又被称为乌克兰教堂。
- 1958年起，中国进入大跃进、文化大革命年代，中苏关系紧张，此时在哈尔滨的俄罗斯侨民减少，东正教活动无法正常举行。教堂由哈尔滨市文化局管理，曾相继被新华书店、马戏团等非宗教团体占用。
- 1984年10月14日圣母帡幪节，教堂才正式恢复了宗教活动，并成为中华东正教哈尔滨教会的所在地，格里高利•朱世朴（俄语：Чжу, Григорий）神父在政府准許下成為新任掌院，也是目前中国唯一一座正式对外开展宗教活动的东正教堂。
- 2000年9月，教堂司祭格里高利•朱世朴（俄语：Чжу, Григорий）神父（受中國政府承認）逝世，之後長期没有新的司祭主持活动。
- 俄罗斯東正教的俄罗斯东正教督主教伊拉里雍与俄罗斯牧首基里尔访问中国期间曾在哈尔滨圣母帡幪教堂举行事奉圣礼。
- 2015年10月4日遇石在俄罗斯被祝圣为司祭。
- 2016年1月7日，在临时借用的天主教主教府内，遇石司祭和俄罗斯东正教海参崴教区季米特里司祭共同主持了圣诞节活动。这是遇石神父首次主持圣诞节活动，也是东正教15年以来，第一次由中国东正教神职人员主持圣诞节活动，还是中国和俄罗斯两国东正教神职人员第一次共同主持集体宗教活动[1]。
- 2016年4月30日复活节，从俄罗斯学习后回到中国的亞歷山大·遇石神父（阿列克謝·遇石神父）（受中國政府承認）在天主教主教府举行禮拜仪式。[2]教堂也再一次进行了修缮。[3]
- 2018年4月7日，自2014年开始修缮过的教堂第一次开放，遇石神父在教堂举行了教堂修复后首次使用前的撒圣仪式，当天又进行了复活节宗教活动[4]。
- 2024年5月17日，俄罗斯总统普京参观教堂，并赠送圣像。[5]

## 建筑

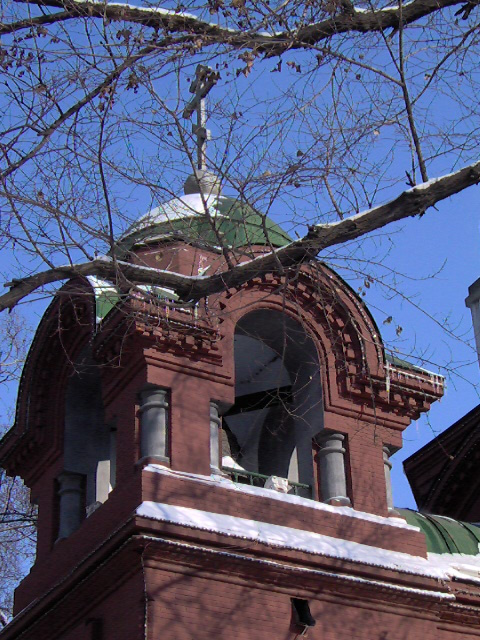
钟楼

圣母帡幪教堂在建筑风格上效仿伊斯坦布尔的圣索非亚大教堂，为典型的拜占庭式建筑风格。建筑面积660平方米，可容纳200人同时进行宗教活动。目前为哈尔滨市I类保护建筑。